# Uruará
Uruará is een gemeente in de Braziliaanse deelstaat Pará. De gemeente telt 44.258 inwoners (schatting 2017).

## Aangrenzende gemeenten
De gemeente grenst aan Altamira, Brasil Novo, Medicilândia, Mojuí dos Campos, Placas, Prainha en Santarém.